# Larry Brown
Lawrence Harvey Brown (ur. 14 września 1940 w Nowym Jorku) – amerykański koszykarz oraz trener ligi NBA, żydowskiego pochodzenia, obecnie trener drużyny SMU Mustangs z Southern Methodist University. 
W swojej ponad 30-letniej karierze, rozegrał ponad 1000 spotkań w ligach ABA oraz NBA. Jest również jedynym trenerem w historii NBA, który doprowadził 7 zespołów do playoffów. Pomimo swoich licznych sukcesów, swój pierwszy tytuł mistrzowski najlepszej koszykarskiej ligi świata zdobył dopiero w 2004 roku wraz z drużyną Detroit Pistons.
Znany jest z narzucania swoim zawodnikom stylu gry zespołowej, opierającej się na twardej, fizycznej obronie.

## Życiorys
Larry Brown odbył swoje studia na uniwersytecie w Karolinie Północnej, gdzie grał na pozycji rozgrywającego. Pomimo swoich zalet, Larry postrzegany był jako gracz o zbyt niskim wzroście, aby móc rozwinąć się w NBA, z tego powodu dołącza do niższej ligi - NABL. Jednakże, zostaje wybrany do drużyny biorącej udział w Letnich Igrzyskach Olimpijskich w 1964 roku w Tokio.
Brown dołącza do ligi ABA, gdzie występuje w takich zespołach jak: New Orleans Buccaneers (1967-1968), Oakland Oaks (1968-1969), Washington Caps (1969-1970), Virginia Squires (1970-1971) i Denver Rockets (1971-1972). Podczas tego okresu, trzy razy uczestniczył w All-Star Game oraz zdobył tytuł MVP w 1968 roku.
Zostaje trenerem drużyny Denver Nuggets występującej w lidze ABA, z którą trzy razy zdobywa tytuł trenera roku w przeciągu czterech lat.
W roku 1979, opuszcza zespół z Denver i zostaje trenerem drużyny uniwersytetu kalifornijskiego, którą prowadzi przez następne dwa lata. 
W roku 1981, dołącza do zespołu New Jersey Nets, z którymi również współpracuje przez okres dwóch lat, aby następnie powrócić do NCAA i trenować drużynę z uniwersytetu w Kansas, z którymi zdobywa tytuł w 1988 roku.
Powraca następnie do NBA, gdzie prowadzi drużynę Los Angeles Clippers oraz San Antonio Spurs. Jest jednym z nielicznych trenerów, któremu udało się doprowadzić Clippers aż do play-offów.
W latach 1993–1997, trenując zespół Indiana Pacers zapisuje się do historii jako jeden z najlepszych trenerów tej drużyny. Aż dwa razy doprowadził zespół do finałów konferencji. Jednakże, nie udało im się dojść do meczu finałowego.
W 1997 roku, Larry Brown, zostaje trenerem Philadelphia 76ers. W trakcie pierwszego sezonu, polepsza bilans zwycięskich meczów drużyny o 9 wygranych. Natomiast, w kolejnym roku, dzięki Brownowi klub osiąga pierwszy pozytywny bilans w sezonie od 1990.
Podczas Letnich Igrzysk Olimpijskich w 2000 pełni funkcję asystenta trenera drużyny, z którą zdobywa złoty medal, pokonując w finale Francję. Zostaje pierwszą osobą, która była zarazem zawodnikiem oraz trenerem męskiej drużyny koszykarskiej reprezentującej barwy Stanów Zjednoczonych.
Z biegiem lat, klub Sixers staje się coraz lepszy, aby ostatecznie w 2001 roku, dojść do meczu finałowego ligi NBA, podczas którego Brown zdobywa tytuł trenera roku. Jednakże, zespół zostaje pokonany przez Los Angeles Lakers po 5 spotkaniach.
Pomimo sezonu obfitującego w sukcesy, pomiędzy Larrym Brownem a zawodnikiem Allenem Iversonem, często dochodziło do sprzeczek. Jeden z najlepszych koszykarzy w NBA często pozwalał sobie na opuszczanie treningów. Wydaje się więc, że to właśnie z tego powodu, trener postanowił zmienić otoczenie. 
W trakcie lata 2003, prowadzi narodową drużynę Stanów Zjednoczonych w kwalifikacjach do Igrzysk Olimpijskich. Dzięki takim gwiazdom jak Tim Duncan czy Allen Iverson, zespół łatwo kończy rozgrywki na pierwszym miejscu. 
Po sześciu sezonach spędzonych w Filadelfii, 2 czerwca 2003, Larry Brown, zostaje 24 trenerem Detroit Pistons. To właśnie z tą drużyna zdobywa tytuł NBA w 2004 konsekwentnie realizując swój styl gry polegający na twardej obronie. Zostaje pierwszym trenerem, który zdobył zarazem tytuł uniwersytecki oraz tytuł NBA. 
Podczas Letnich Igrzysk Olimpijskich w 2004 prowadząc narodową drużynę, zdobywa brązowy medal.
W 2005, ponownie doprowadza zespół Detroit do finałów NBA. Jednakże, klub przegrywa z San Antonio Spurs po siedmiu ciężkich meczach. Larry Brown zostaje zwolniony przez menadżerów drużyny powołujących się na kłopoty zdrowotne trenera, które były powodem częstych absencji w trakcie sezonu.
Zostaje zaangażowany do współpracy z New York Knicks – zespołem, który właśnie przeżywał kryzys. Mimo tego, dla Browna najważniejsza była możliwość pracy w swoim rodzinnym mieście.
W czerwcu 2006, zostaje zwolniony przez New York Knicks, którzy na jego miejsce angażują Isiaha Thomasa.
Do 2008, zajmuje stanowisko wiceprezydenta drużyny Philadelphia 76ers, po czym zostaje nowym trenerem Charlotte Bobcats.

## Osiągnięcia

### Zawodnicze

#### AAU
- Mistrz AAU (1964)[1]
- 2-krotnie zaliczany do AAU All-American (1964–1965)[1]

#### ABA
- Mistrz ABA (1969)[2]
- MVP meczu gwiazd ABA (1968)[3]
- 3-krotny uczestnik meczu gwiazd ABA (1968–1970)[4][5]
- Wybrany do II składu ABA (1968)[6]
- Lider:
  - sezonu zasadniczego w asystach (1968-1970)[2]
  - play-off w:
    - średniej asyst (1968–1970)[7]
    - skuteczności rzutów wolnych (1972)[8]

#### Rekordy ABA
- Lider wszech czasów ABA w średniej asyst:
  - 6,67[9]
  - w play-off (6,81)[10]
- Rekordzista ABA w:
  - liczbie asyst:
    - (506) uzyskanych w trakcie pojedynczego sezonu (1967-68) przez debiutanta
    - (129) uzyskanych w trakcie pojedynczego sezonu (1968) przez debiutanta w play-off

  - średniej asyst:
    - (6,49) uzyskanych w trakcie pojedynczego sezonu (1967/68) przez debiutanta
    - (7,59) uzyskanych w trakcie pojedynczego sezonu (1968) przez debiutanta w play-off

#### Reprezentacja
- Mistrz olimpijski (1964)[11]

### Trenerskie
- Dołączenie do Hall of Fame w 2002 roku[12]

#### Reprezentacja
- Brązowy medalista olimpijski 2004[13]

#### NCAA
- 1988 : Mistrz rozgrywek NCAA Division I z drużyną uniwersytecką z Kansas[12]
- Finalista NCAA Division I (1980)[14]
- Finalista Turnieju NIT (2014)[15]
- Trener Roku Dystryktu VII (przez USBWA – 2014)[15]
- Naismith Coach of the Year (2014)[15]
- Henry Iba National Coach of the Year (2014)[15]
- Trener Roku Naismith College (1988)[15]
- Trener Roku Konferencji Big Eight (1986)[15]

#### ABA
- Finalista ABA (1976)
- Trzykrotnie wybierany trenerem roku (1973, 1975–1976)[6]

#### NBA
- 2001 : trener roku ligi NBA[12]
- 2001 : finalista NBA z Philadelphia 76ers[12]
- 2004 : mistrzostwo NBA z Detroit Pistons[16]
- 2005 : finalista NBA z Detroit Pistons[17]
- 1977, 2001: trener składów All-Star[17]

#### Reprezentacja USA
- Trener Roku USA Basketball (1999)[12]